# Babolat
Babolat (произносится Баболя) — компания, основанная в Лионе (Франция) в 1875 году. Старейшая компания, специализирующаяся на производстве продукции для большого тенниса. Фирменный знак компании — двойная линия на струнной поверхности ракетки.
Ракетками Babolat играли такие звезды мирового тенниса, как: Рафаэль Надаль, Энди Роддик, Ким Клейстерс, Карлос Алькарас, Фабио Фоньини, Доминик Тим, Ализе Корне, София Кенин, Каролина Возняцки, Жо-Вильфрид Тсонга, Агнешка Радваньская, Саманта Стосур, Ли На, Сара Эррани, Игорь Андреев, Евгений Донской и другие. Продукция Babolat представлена более чем в 100 странах мира, компания предлагает игрокам полный набор теннисного инвентаря: струны (натуральные и синтетические), ракетки, мячи, овергрипы, кроссовки, одежду и различные аксессуары.

## История

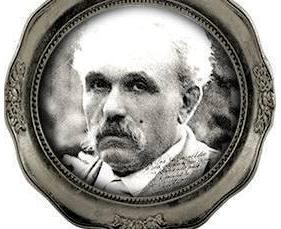
Пьер Баболя -основатель компании Babolat

История компании Babolat началась в 1875 году в Лионе (Франция), когда Пьер Баболя выпустил и запатентовал первые теннисные струны. Произошло это через год после того, как Уолтер Уингфилд зарегистрировал «сферистику» — правила современного тенниса. Натуральные (жильные) струны Babolat производятся из бычьих кишок, точнее из их верхнего мышечного слоя.
В 1925 году Рене Лакост победил на Открытом чемпионате Франции, используя ракетку со струнами Babolat; с тех пор теннисисты, использовавшие струны компании, завоёвывали хотя бы один титул Большого шлема каждый год.
В 1955 году компания Babolat в дополнение к натуральным струнам начала выпуск синтетических струн Elascord. Через несколько лет компания выпускает Babol — инновацию, направленную на защиту натуральных струн и их долговечность.
Для обслуживания ракеток в 1975 году компания Babolat запатентовала одну из первых электронных машин для натяжки струн. Позже в компании появляется отдел «Соревнований», который представлял собой команду опытных стрингеров, которые сопровождают игроков Babolat на всех турнирах.

Логотипы компании

В 1981 году вводится фирменный знак Babolat — «двойная линия», который наносится на струнную поверхность ракетки.
До 1994 году компания выпускала только струны для ракеток. По инициативе Пьера Баболя (внука основателя) в 1994 году Babolat выпустила первую серию ракеток. Поскольку компания не имела больших средств на спонсорские контракты, первоначально ракетки раздавались бесплатно перспективным начинающим, среди них были Рафаэль Надаль, Энди Роддик и Ким Клейстерс. За 10 лет компания стала крупнейшим в мире производителем теннисных ракеток. В 1998 году Пьер Баболя погиб в авиакатастрофе под Галифаксом, руководство компанией перешло к его сыну Эрику, которому тогда было 28 лет.

Поль Баболя и Карлос Мойя

Одна из первых моделей ракеток Babolat — Pure Drive. Она была антиподом популярных моделей того времени и многим казалась «любительской». Весила она «всего» 300 г при ширине обода в 25 мм и площади обода в 645 см² Стоит добавить, что количество струн при этом было 16 вертикальных и 19 горизонтальных, при стандарте 18×20 для меньшей площади. Уже через 4 года, в марте 1999 года, Карлос Мойя с ракеткой Pure Drive выиграл Roland Garros и стал первой ракеткой мира.
Компания Babolat, параллельно с теннисными ракетками, в 1995 году начинает производство бадминтонных ракеток.
В 1999 году появилась система Woofer. Она состоит из специальных пистонов, выполненных из высокотехнологичного полимера, на которых «сидят» струны. При ударе мяч оказывает давление на струны, которые в свою очередь давят на пистоны и сжимают их. В результате — мяч «задерживается» на струнах на 25 % больше времени — это даёт игроку преимущество в контроле над мячом. В дальнейшем, пистоны оказывают обратное воздействие, вызывая трамплинный эффект, что увеличивает силу удара на 10 %. В ударе участвуют не только струны, соприкасающиеся с мячом, но и соседние, что также увеличивает мощность и игровое пятно ракетки.
В 2001 году Babolat применил в конструкции своих ракеток Нано Карбон — этот материал применяют в «критических» точках ракетки — тех местах, где она испытывает наибольшие перегрузки при ударе. Применение этого материала позволило существенно увеличить жесткость конструкции обода, трансформацию энергии удара из ручки в головку ракетки и, следовательно — мощность.
В последующие года компания Babolat расширяет своё производство, так в 2000 году запускается линия по производству теннисных мячей, а в 2002 году Babolat совместно с Michelin выпускает первую коллекцию специализированной теннисной обуви и одежды. В 2003 году компания дополнила ассортимент продукции одеждой и аксессуарами.
В 2004 году, в результате длительных исследовании и экспериментов с ободом ракетки, появляется технология Aero. Это технология представляет собой особую форму сечения обода, которая снижает сопротивление воздуха при замахе и ударе, тем самым давая игроку преимущество в скорости.
В 2006 году Babolat разработала технологию для снижения вибраций. Вибрации обода, возникающие после удара, происходят на разных частотах. Низкочастотные колебания, называемые чувством мяча — необходимым каждой ракетке. Высокочастотные колебания, наоборот, вызывали неприятные, зачастую болезненные ощущения. В результате исследований был создан и установлен в ручку ракетки специальный фильтр, который различает полезные и вредные колебания и гасит последние. Технология получила название Cortex.

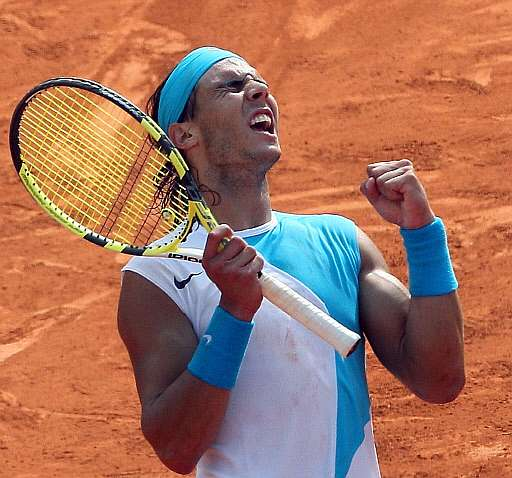
Рафаэль Надаль с ракеткой AeroPro Drive в финале Roland Garros, 2007 год

В 2008 году запускается новая серия бадминтоновых ракеток Xfeel для профессиональных игроков.
В 2009 году Babolat начала внедрение технологию GT (название складывается из первых букв graphite и tungsten). Вольфрамовые нити «вплетены» в графитовую матрицу — полученный в результате материал является оптимальным для обода ракетки. Такой состав обеспечивает жесткость и прочность материала, что позволяет сделать легкую и прочную раму и обеспечить отличный контроль и мощность. На создание материала и оптимизацию его свойств ушло более двух лет. В 2009 году данная технология была внедрена в серию ракеток Pure (Pure Drive, Pure Drive Roddick, Pure Drive 107, Pure Drive Lite и Pure Storm).
В мае 2012 года компания Babolat на кортах Roland Garros, представила первую подключаемую ракетку Babolat Play. Ракетка Babolat Play содержит датчики, регистрирующие данные, поступающие от обода и струн, и накапливают их во встроенном чипе. C помощью специальной программы игрок имеет возможность получить обобщенные данные о своей игре, такие как скорость и интенсивность ударов, степень вращения, «правильность» (удары центром или не центром струнной поверхности) на свой ноутбук, планшет, смартфон.
В 2014 году выручка Babolat составила 147 млн евро, в компании работало 350 человек.

## Деятельность
Babolat разрабатывает и производит товары для тенниса и бадминтона, включая ракетки, струны, мячи, воланы, одежду и обувь. Основными линейками ракеток являются Pure Drive и AeroPro, струн — RPM Blast (синтетические) и VS Touch (натуральные). Продукция в основном ориентирована на профессиональных спортсменов. Предприятия находятся во Франции, а также в Китае и Таиланде. Основными рынками сбыта являются США, Япония и страны Европы.

## Игроки, использующие Babolat

### Мужчины
| Рафаэль Надаль    | Энди Роддик               | Жо-Вильфрид Тсонга    | Максимо Гонсалес      |
| Марьяно Пуэрта    | Фернандо Гонсалес         | Карлос Мойя           | Адриан Маннарино      |
| Хуан Игнасио Чела | Игорь Андреев             | Жюльен Беннето        | Даниэль Химено-Травер |
| Роберт Фара       | Сантьяго Хиральдо Саласар | Пере Риба             | Райан Свитинг         |
| Алехандро Фалья   | Блаж Кавчич               | Беньямин Беккер       | Фабио Фоньини         |
| Рикардо Мело      | Альберд Рамос Виньолас    | Рубен Рамирес Идальго | Райан Харрисон        |
| Иво Минарж        | Рожериу Дутра да Силва    | Юрий Щукин            | Эдуард Роже-Васслен   |
| Матьё Монкур      | Робби Джинепри            | Джимми Ван            | Хуан Пабло Гусман     |
| Жан-Жюльен Ройер  | Николя Девильде           | Бенедикт Дорш         | Бриан Дабул           |
| Сомдев Девварман  | Уэйн Артурс               | Тьяго Алвес           | Франко Феррейро       |
| Антонио Веич      | Юрица Грибисич            | Ян Герных             | Бруно Эчагарай        |
| Ян Гайек          | Альберт Портас            | Себастьян де Шоньяк   | Алекс Богданович      |
| Дитер Киндльман   | Джанлука Назо             | Юити Сугита           | Сун-Йон Ким           |
| Сантьяго Гонсалес | Виктор Кривой             | Мариус Копил          | Карлос Алькарас       |
| Син Деммон        | Жорж Бастль               | Даниэль Тронтон       | Альфонсо Гальо        |
| Мартин Вильяруби  | Марсель Фельдер           | Сэм Варбург           | Джастин Гимельстоб    |
| Джейсон Брайн     | Кристофер Мосс            | Хьюго Армандо         | Кевин Робертс         |
| Томас Содерманс   | Брайан Бейкер             | Тодд Видом            |                       |
| Томас Константин  | Рохан Бопанна             | Брайан Ло             | Кэйден Хенсель        |
| Ник Мьеле         | Стиви Авери               | Давид Хо              | Ежи Янович            |

### Женщины
| Анастасия Павлюченкова   | Надежда Петрова       | Динара Сафина           | Ким Клейстерс          |
| Саманта Стосур           | Сибиль Баммер         | Франческа Скьявоне      | Агнешка Радваньская    |
| Ренне Стаббс             | Катарина Среботник    | Ли На                   | Вера Душевина          |
| Эмили Луа                | Карин Кнапп           | Меган Шонесси           | Елена Веснина          |
| Полин Пармантье          | Лора Гренвилл         | Лурдес Домингес Лино    | Кирстен Флипкенс       |
| Сара Эррани              | Ваня Кинг             | Ирина-Камелия Бегу      | Александра Дулгеру     |
| Эдина Галловиц-Холл      | Йоана Ралука Олару    | Араван Резаи            | Ольга Савчук           |
| Татьяна Пучек            | Ирина Хромачёва       | София Арвидссон         | Марет Ани              |
| Мария Елена Камерин      | Северин Бельтрам      | Джилл Крейбас           | Стефани Коэн-Алоро     |
| Тимея Бачински           | Альберта Брианти      | Мартина Суха            | Юлия Бейгельзимер      |
| Лаура Поус-Тио           | Эмма Лайне            | Клариса Фернандес       | Акгуль Аманмурадова    |
| Мариана Диас-Олива       | Мария-Эмилия Салерни  | Александра Возняк       | Юлия Гёргес            |
| Эми Ботелл               | Софи Фергюсон         | Николь Пратт            | Лорен Бредмор          |
| Валери Тетро             | Джессика Мур          | Сильвия Талая           | Михаэла Паштикова      |
| Тиффани Дабек            | Аранча Парра Сантонха | Эстрелья Кабеса Кандела | Нурия Льягостера Вивес |
| Мария Санчес Лоренсо     | Элизе Тамаэла         | Ярмила Гайдошова        | Джорджа Мортелло       |
| Антонелла Серра-Дзанетти | Мария Венто-Кабчи     | Вердяна Верарди         | Сэйко Окамото          |
| Лина Станчюте            | Клодин Шоль           | Йоанна Сакович          | Татьяна Панова         |
| Полона Ребершак          | Зузана Кучова         | Унс Джабир              |                        |

## Спонсорство турниров

Babolat — официальная экипировка турнира Spb Open

В 2011 году Babolat стала официальным спонсором Открытого чемпионата Франции, второго теннисного турнира Большого шлема. Компания подписала пятилетний контракт и была представлена как официальный мяч и официальный стрингер турнира Roland Garros.
В течение пяти лет начиная с 1 января 2013 года Babolat была официальным брендом обуви турнира Уимблдон.
Сотрудничество Babolat с одним из крупнейших международных турниров, проводившихся в России, «Открытым Санкт-Петербургом», началось в 2005 году; Babolat выступала официальным стрингером турнира. С 2008 года сотрудничество расширилось и компания стала поставщиком официальной экипировки турнира, обеспечив одеждой и обувью обслуживающий персонал турнира (линейных судей, болбоев).
Начиная с 2012 года, компания Babolat представлена как официальный поставщик экипировки на турнире «Банк Москвы Кубок Кремля». В 2013 году, в рамках расширения сотрудничества с турниром, Babolat также была представлена как официальный мяч мужского турнира и официальный стрингер турнира.